# Chromatomyia primulae
Chromatomyia primulae este o specie de muște din genul Chromatomyia, familia Agromyzidae, descrisă de Robineau-desvoidy în anul 1851.
Este endemică în Franța. Conform Catalogue of Life specia Chromatomyia primulae nu are subspecii cunoscute.